# 2002 في إندونيسيا
فيما يلي قوائم الأحداث التي وقعت خلال عام 2002 في إندونيسيا.

## رياضة
- 1 يناير – بطولة آسيا لكرة القدم الخماسية 2002

## مواليد

### ديسمبر
- 22 ديسمبر – كريستوفر إدغار

## وفيات

### يوليو
- 26 يوليو – ديرك ساندرز (مواليد 1933)